# Better Than Today
«Better than Today» —en español: «Mejor que hoy»— es una canción dance de la cantante australiana Kylie Minogue, de su álbum de estudio Aphrodite. Fue escrita y producida por Nerina Pallot y Andy Chatterley (pertenecientes a un dúo musical llamado We Are The Chatterleys), y con producción adicional por Stuart Price. La canción es un nueva versión de una pista originalmente grabada por Pallot y lanzado en su EP Buckminster Fuller (2009). "Better than Today" es una canción que emula otros estilo musicales usando guitarras, sintetizadores y programas de cajas de ritmo.
Antes del lanzamiento de Aphrodite, Minogue presentó la pista para interpretarlo en su gira For You, For Me en 2009. «Better than Today» fue lanzado el 3 de diciembre de 2010, como tercer y último sencillo. No fue un éxito como los anteriores lanzamiento de Minogue. Después, debutó en las listas musicales con descargas de álbum, alcanzando el puesto 32 en los UK Singles Chart, convirtiéndose en el puesto más bajo desde «The One» en 2008. El sencillo fue lanzado en Australia el 28 de febrero de 2011. Debutó en la lista ARIA Singles Chart en el número 65, antes de «Finer Feelings» en 1992 (número 60) y «Get Outta My Way» en 2010 (número 69). Sin embargo, la canción se convirtió en el sexto número #1 para Minogue en la lista Billboard Hot Dance Club Song y su tercer sencillo número uno del álbum Aphrodite en esa lista. 
«Better than Today» recibió reseñas positivas de los críticos musicales contemporáneos. Aplaudieron la lírica de orientación dance, comparando la composición de la pista a los trabajos de Minogue a inicios de los 90s en Rhythm of Love y las canciones de los Scissor Sisters. Muchos críticos elogiaron la canción como parte del álbum, pero no estaban de acuerdo que hubiese salido como sencillo independiente. Un vídeo musical, dirigido por Minogue y su equipo de gira, fue lanzado el 19 de noviembre de 2010. El vídeo refleja la moda y coreografía de las interpretaciones hechas durante la gira For You For Me. La recepción para el vídeo fue principalmente positiva, con muchas publicaciones notando su similitud a los anteriores videos de Minogue.

## Historia

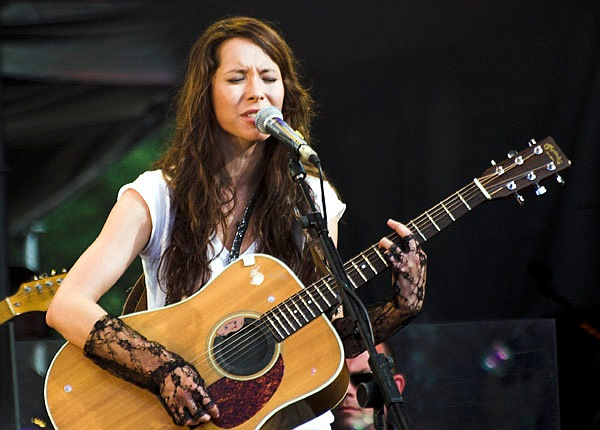
Nerina Pallot escribió y produjo «Better Than Today» con su esposo, Andy Chatterley.

«Better than Today» fue escrito y producido por el matrimonio Nerina Pallot y Andy Chatterley, conocidos artísticamente como We Are The Chatterleys. La canción fue originalmente incluida en el proyecto Buckminster Fuller de Pallot en febrero de 2009. Después de oír el trabajo de Pallot, A&R de Minogue contactó con su mánager. Pallot declaró que cuando Minogue la llamó personalmente más tarde, ella «no creyó realmente que fue ella», continuando, «cuando [Minogue] vino al estudio en una zona desagradable de Londres, yo pensé: "Bien, ella realmente quiere esto». Pallot y Chatterley fueron los primeros escritores y productores para trabajar con Minogue cuando las sesiones de grabación de Aphrodite empezaron en abril de 2009. «Better than Today» fue una de las pistas más prominentes del álbum. Pallot comentó en el trabajo con Minogue, llamándola «hospitalaria, encantadora, accesible y normal». En las sesiones ulteriores, Minogue y el dúo no tuvo éxito. Después que el presidente de Parlophone Miles Leonard hiciera a Stuart Price el productor ejecutivo del álbum en diciembre de 2009, Price y Jake Shears (un amigo y antiguo compañero de colaboración) empezaron a reorganizar el álbum. Después de ser reorganizado por Price, «Better Than Today» fue dejado como una de las únicas colaboraciones restantes que Minogue tuvo con Pallot y Chatterley, a lado del título de pista del álbum.

## Composición
Según a la partitura publicada en Musicnotes.com por Hal Leonard Corporation, «Better Than Today» es un conjunto en un compás de 4/4 con un tempo de 110 pulsaciones por minuto. La versión de Pallot está compuesta en tonalidad de sol mayor con el rango vocal de Pallot moviéndose desde la nota baja de B4 a la nota alta de G6. La versión de Minogue está compuesta en tonalidad de F mayor con el rango vocal de Minogue moviéndose desde la nota baja de A4 a la nota alta de F6. La progresión armónica F-E♭-Dm-Dm-E♭-F sigue a lo largo de la edición de Minogue mientras la progresión G-F-E-E-F-G sigue la de Pallot. La media octava permanece en F (la versión de Pallot no contiene una media octava).
Muchas comparaciones han sido hecho en el estilo de la canción. Popjustice comparó «Better Than Today» con el estilo usado en el tercer álbum Rhythm of Love (1990) de Minogue. Hannah Kim de Korea JoongAng Daily declaró que la pista se mueve hacia un «sonido disco clásico de los 70s». Cuando revisaron el álbum, Ian Wade de BBC Music llamó la canción una «pavoneada tech-country». Fraser McAlphine de BBC dijo que sin investigar, esto «resiste a un musical de huellas digitales» de Shears. «Esto va hacia un ritmo de "Laura"... y ¿dónde está la parte cuando Minogue va hacia arriba? Bueno, oíste los versos "No me siento como si estuviera bailando" ¿De acuerdo? Similar en sonido...». Christel Loar de PopMatters y Nick Levine de Digital Spy elogió las letras en la canción, «Cuál es el punto en la vida si no quieres bailar?. Levine aplaudieron específicamente a Pallot y Chatterley por «venida con probablemente la canción más Kylie de Kylie jamás hecha».

## Recepción crítica
«Better Than Today» ha recibido críticas positivas a regulares. Las reseñas en el contexto del álbum fueron usualmente positivas. En una reseña de Aphrodite, Mikael Wood de Entertainment Weekly llamándolo una canción notable del álbum. Wade de BBC Music también entregó una reseña favorable, diciendo que la canción «lanza imágenes de un baile en línea de cyborgs». El ezine PopMatters la llamó como una «energía romántica». Sin embargo, en contraste a las críticas positivas del álbum, Nick Ward de Nelson Mail no estuvo impresionado. Él dijo que allí no está la «energía» que «podría haberse hecho completa».
Cuando «Better Than Today» fue convertido oficialmente un sencillo, las reseñas para la canción misma fueron mixtas. McAlphine de BBC dijo que «la implacable fuerza de pavoneo del momento» de «Better Than Today» «consigue un pequeño cansancio». Él continua, «en el mismo punto, algo TAMBIÉN necesita pasar, lo ves. No importa cuántas veces la voz de Minogue vuela en picado, no importa cuánta firmeza ponga ella dentro de esos coros exigentes; esto comienza como Tigger y finaliza como una ruta marcando en una clase de aerobic.» Popjustice, mientras declara que la canción es «casi entretenida», añadió que esto es una «pista del álbum sin intenciones de dañar» en lugar de «Las pelotas grandes afuera... Soy una maldita canción de regreso de Kylie». Ellos hablaron un tiempo después, diciendo que estuvieron «algo alarmados» cuando la canción fue publicada como sencillo. Nima Baniamer de Contact Music describió la canción como «un número divertido de electro», pero «tristemente no parece recoger el puñado suficiente para simbolizar una pista de sencillo». Originalmente en una reseña del álbum, Levine de Digital Spy llamó la melodía «edificantemente una simple canción pop-dance mientras lo oímos todo el año entero». En otra revisión, Levine revaluó la canción, declarando que no es «la confección más fina que no desearías samplear en una temporada de fiestas», pero él continuo, llamándolo «dulce, seductivo y lindo que imposiblemente no puede sucumbir varias veces». Entregó cuatro estrellas al sencillo.

## Rendimiento en listas
Durante la semana del 20 de noviembre de 2010, «Better than Today» hizo un debut en el número 67 en la lista UK Singles Chart. Este fue basado completamente en ventas digitales del álbum mientras el sencillo no fue lanzado hasta el 3 de diciembre de 2010. El día antes de su lanzamiento, alcanzó una nueva posición en el número 40, antes de caer al 63, sólo para subir al número 32 el 18 de diciembre de 2010. Como resultado, «Better than Today» es uno de los sencillos de posición más baja de Minogue en Reino Unido. Su puesto fue el más bajo desde «The One» que había alcanzado el número 36. El sencillo tuvo resultados similares en otros países europeos, alcanzando el número 27 en Escocia y 63 en Francia.
En los Estados Unidos, «Better than Today» debutó en el número 44 en la lista Hot Dance Club Songs. Subió al número uno en la fecha de emisión titulada el 5 de marzo de 2011, no solamente convirtiéndose en el sexto número uno de Minogue en la lista, pero también en el tercer número uno de Aphrodite en esa lista. En ese momento, Minogue también mantuvo el tercer lugar en la lista con «Higher», su colaboración con el cantante británico Taio Cruz, convirtiéndose en el primer artista en la demanda de dos de los tres primeros lugares al mismo tiempo en la historia de la lista estadounidense de música dance.
«Better than Today» fue lanzado digitalmente en el país natal de Minogue, Australia, el 28 de febrero de 2011, y físicamente el 18 de marzo de 2011. Hizo un debut en la lista ARIA Singles Chart en el número 55. Debutó en la lista ARIA Singles Chart en el número 65, antes de «Finer Feelings» en 1992 (número 60) y «Get Outta My Way» en 2010 (número 69).
En una entrevista de marzo de 2011 con The Sunday Times, Minogue se sintió decepcionada con el rendimiento comercial de sus sencillos de Aphrodite. Minogue dijo: 

«Esto es confuso. Me sentí un poco decepcionada con mis lanzamientos de Aphrodite... Estaba atrapada como un montón de artistas, con sus discográficas buscando la manera de lanzar sencillos en estos días. Recuerdo haber hecho una promoción para uno de los últimos sencillos y me sentí realmente anticuada. Tengo bastante conocimientos informáticos, algo que no se sentía bien, pero nadie me dijo nada».

 Por consiguiente, después de saber que «Better Than Today» y «Get Outta My Way» rindieron pobremente alrededor del mundo, ella anunció que no lanzaría más sencillos del álbum. Sin embargo, Astralwerks (el sello discográfico estadounidense de Minogue) anunció un lanzamiento de «Put Your Hands Up (If You Feel Love)» en 2011.

## Video musical

### Historia y sinopsis
Minogue estrenó el video para «Better Than Today» en su sitio oficial el 19 de noviembre de 2010. El video fue dirigido por Minogue misma con la ayuda de su equipo de su gira, incluyendo al estilista y amigo William Baker. El video representa las interpretaciones de la canción hechas durante su gira 2009 For You, for Me, incluyendo la misma coreografía de Tony Testa.
El video comienza con Kylie bailando en un escenario rodeada por haces de luz. Cuando el primer verso comienza, ella está rodeada por bailarinas con hombreras plumosas y rosadas, y guitarristas con cascos al estilo Pac-man. Ella está vistiendo un body azul con flecos, y tacones de aguja Louboutines plateados y brillantes, similares a los calzados dorados incluidos en el video para «Get Outta My Way». Las pantallas en el fondo muestran varias proyecciones coloridas inspiradas por Space Invaders y otros juegos arcade. Cuando el coro comienza, Minogue está sentada en dos amplificadores Marshall, mientras flores animadas, osos en animación 3D y letras en negrita, repitiendo las letras, se mueven a través de las pantallas. Durante el puente, Minogue está rodeada en un escenario penumbroso con los haces de luz rojo contrastando su silueta, mientras algunas luces rojas proviene del pie de micrófono. Las pantallas muestran labios coloridos inspirados por el musical The Rocky Horror Picture Show. Después que el coro final se corta a través de las pantallas, el video termina con Minogue rodeada por los haces de luz otra vez, asiendo el pie del micrófono.

### Recepción
Las críticas para el vídeo musical fueron generalmente positivas. Pink is the New Blog aplaudió el video, etiquetándolo como un «vídeo muy colorido, inspirado en los videojuegos de los años 80». Gary Pini de Paper describió el escenario del video musical como siendo «diseñado por Murakami y Pac Man» con un «atractivo pie de micrófono que proyecta haces de luz». Bradley Stern of MuuMuse lo describió como una mezcla de los videos para «2 Hearts» y «The One». Él continuó: «el video para "Better Than Today" da una patada a su interpretación en The X Factor añadiendo luces de láser, animaciones brillantes, peludas hombreras rosadas, y por supuesto, tacones de aguja». HardCandy recordó el video musical para «Can't Get You Out of My Head»: «Amo la manera como trae de vuelta a los robots de "Can't Get You Out of My Head" con una versión actualizada de Tron». Ellos agregaron que el video «no fue nada especial o innovador».

## Interpretación en vivo

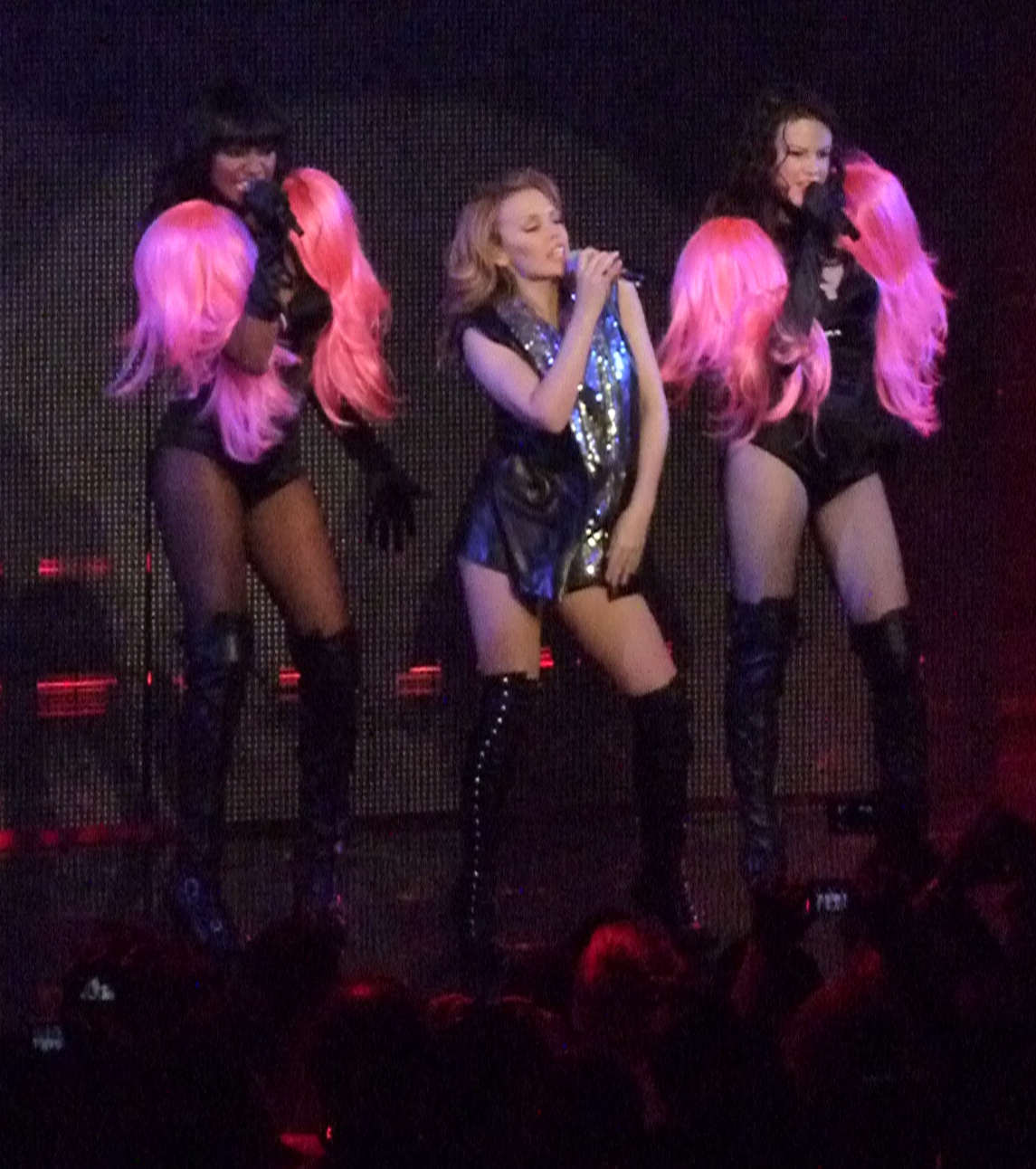
Minogue interpretando en su gira 2009 For You, For Me Tour.

Minogue estrenó «Better Than Today» añadiéndolo al repertorio de su gira For You, For Me. Antes de la interpretación de la canción en su primera fecha en Oakland, ella dijo: «Sé que tardó mucho en llegar [a los Estados Unidos], así que pensé que había que dar a los chicos una primera...» Rolling Stone comentó el coro de Minogue durante la canción, diciendo que ellos tuvieron «la noche más deslumbrante de moda innovadora»: pelucas rosadas puestas como hombreras. Después que la gira se detuviera en Chicago, John Dugan de Time Out dijo que la interpretación fue su «canción favorita de la noche».
Para promocionar el sencillo, Minogue hizo número en programas de televisión. Muchos de las interpretaciones se parecieron al de la gira y el video música. El 7 de noviembre de 2010, ella cantó al canción en The X Factor. Ella estaba con un vestido cocktail rojo con flecos con pequeños recortes en la cintura y tacones plateados incluidos en el video musical. Ella recibió un ovación de pie de los cuatro jurados; Dannii Minogue, quien es un jurado del show y hermana de Kylie, entregó su elogio. Ella llamó el performance un «diez sobre diez». Minogue repitió el performance para el especial de televisión Children in Need 2010 de BBC One el 19 de noviembre de 2010. Ella se puso un traje similar al que aparece en el video, pero en color blanco. Minogue abrió el Jingle Bell Ball, promovido por The Capital FM Network, el 6 de diciembre de 2010, añadiendo «Better Than Today» a su repertorio. Llevaba un vestido simple, color blanco hasta los pies con tacones plateados. Luego, ella fue a interpretar la canción en Royal Variety Performance el 10 de diciembre de 2010. Minogue y Gary Barlow tuvieron la oportunidad de saludar al príncipe Carlos de Gales y Camilla de Cornualles en el Palladium de Londres, donde el evento se realizaba. A finalizar el 2010, ella cantó una versión big band de la canción en el festival navideño anual Hootenanny de Jools Holland.

## Lista de canciones
- Sencillo en CD[44]

1. «Better Than Today» - 3:26
2. «Can't Get You Out of My Head» (BBC Live Lounge Version) - 3:16

- Maxisencillo en CD[45]

1. «Better Than Today» - 3:26
2. «Better Than Today» (Bills & Hurr Remix Edit) - 3:47
3. «Better Than Today» (The Japanese Popstars Mix) - 6:45
4. «Get Outta My Way» (BBC Live Lounge Version) - 3:40

- Sencillo en 7"[46]

1. «Better Than Today» - 3:26
2. «Better Than Today» (Bills & Hurr Remix Edit) - 3:47

- EP digital[47]

1. «Better Than Today» - 3:26
2. «Better Than Today» (Bills & Hurr Remix Edit) - 3:47
3. «Better Than Today» (The Japanese Popstars Mix) - 6:45
4. «All the Lovers» (BBC Live Lounge Version) - 3:33

- EP digital para iTunes[48]

1. «Better Than Today» - 3:26
2. «Better Than Today» (Bills & Hurr Remix Edit) - 3:47
3. «Better Than Today» (The Japanese Popstars Mix) - 6:45
4. «Better Than Today» (Monarchy 'Kylie Through the Wormhole' Remix) – 8:13
5. «All the Lovers» (BBC Live Lounge Version) - 3:33

- EP digital para iTunes (Remixes)[49]

1. Better Than Today (Bimbo Jones Club Remix) - 7:34
2. Better Than Today (Bimbo Jones Radio Edit) - 3:09
3. Better Than Today (Bellatrax Remix) - 5:33
4. Better Than Today (Bellatrax Radio Edit) - 3:02

## Listas
| Lista (2010)                             | Posición máxima |
| ---------------------------------------- | --------------- |
| Australia (ARIA)                         | 55              |
| Brasil (Brasil Hot Dance Club Songs)     | 27              |
| Francia (SNEP)                           | 63              |
| Escocia (The Official Charts Company)    | 27              |
| UK Singles (The Official Charts Company) | 32              |
| US Hot Dance Club Songs ( Billboard)     | 1               |

### Sucesión en listas
| Predecesor: «Hello» de Martin Solveig con Dragonette | Hot Dance Club Songs — Sencillo Nro 1 5 de marzo de 2011 — 11 de marzo de 2011 | Sucesor: «Move On Fast» de Ono |

## Historial de lanzamientos
| País           | Fecha                   | Formato                      | Discográfica           |
| -------------- | ----------------------- | ---------------------------- | ---------------------- |
| Austria        | 3 de diciembre de 2010  | EP digital                   | EMI                    |
| Bélgica        | 3 de diciembre de 2010  | EP digital                   | EMI                    |
| Canadá         | 3 de diciembre de 2010  | EP digital                   | EMI                    |
| Dinamarca      | 3 de diciembre de 2010  | EP digital                   | EMI                    |
| Finlandia      | 3 de diciembre de 2010  | EP digital                   | EMI                    |
| Francia        | 3 de diciembre de 2010  | EP digital                   | EMI                    |
| Alemania       | 3 de diciembre de 2010  | EP digital                   | EMI                    |
| Irlanda        | 3 de diciembre de 2010  | EP digital                   | EMI                    |
| Países Bajos   | 3 de diciembre de 2010  | EP digital                   | EMI                    |
| Suiza          | 3 de diciembre de 2010  | EP digital                   | EMI                    |
| Reino Unido    | 3 de diciembre de 2010  | EP digital                   | Parlophone             |
| Estados Unidos | 3 de diciembre de 2010  | EP digital                   | Astralwerks            |
| Noruega        | 6 de diciembre de 2010  | EP digital                   | EMI                    |
| Suecia         | 6 de diciembre de 2010  | EP digital                   | EMI                    |
| Reino Unido    | 6 de diciembre de 2010  | Sencillo en vinilo de 7", CD | Parlophone             |
| Italia         | 7 de diciembre de 2010  | EP digital                   | EMI                    |
| España         | 7 de diciembre de 2010  | EP digital                   | EMI                    |
| Taiwan         | 10 de diciembre de 2010 | CD                           | Gold Typhoon           |
| Australia      | 28 de febrero de 2011   | EP digital                   | Warner Music Australia |
| Nueva Zelanda  | 28 de febrero de 2011   | EP digital                   | Warner Music Australia |
| Australia      | 18 de marzo de 2011     | CD                           | Warner Music Australia |

## Créditos y personal
- Kylie Minogue - voz principal
- Nerina Pallot - compositora, producción, voces adicionales, guitarra acústica, piano, teclado, sintetizador, guitarra eléctrica, ingeniero
- Andy Chatterley - compositor, producción, piano, teclado, tambor, sintetizador, ingeniero
- Stuart Price - producción adicional, voces adicionales
- Dave Emery - asistente
- Jason Tarver - asistente de ingeniería